# 1850 na arte

## Nascimentos
| Data           | Nome             | Profissão                                                               | Nacionalidade                              | Observações | Ref |
| -------------- | ---------------- | ----------------------------------------------------------------------- | ------------------------------------------ | ----------- | --- |
| 3 de julho     | Alfredo Keil     | compositor de música, pintor, poeta, arqueólogo e coleccionador de arte | Reino Unido de Portugal, Brasil e Algarves | m. 1907     |     |
| 8 de maio      | Almeida Júnior   | pintor e desenhista                                                     | Brasil                                     | m. 1899     |     |
| 11 de novembro | Silva Porto      | pintor                                                                  | Reino Unido de Portugal, Brasil e Algarves | m. 1893     |     |
| ??             | Aimé Morot       | pintor                                                                  | França                                     | m. 1913     |     |
| ??             | Enrique Casanova | pintor aguarelista                                                      | Espanha                                    | m. 1913     |     |

## Mortes
| Data | Nome | Profissão | Nacionalidade | Observações | Ref |
| ---- | ---- | --------- | ------------- | ----------- | --- |